# Mandy Capristo

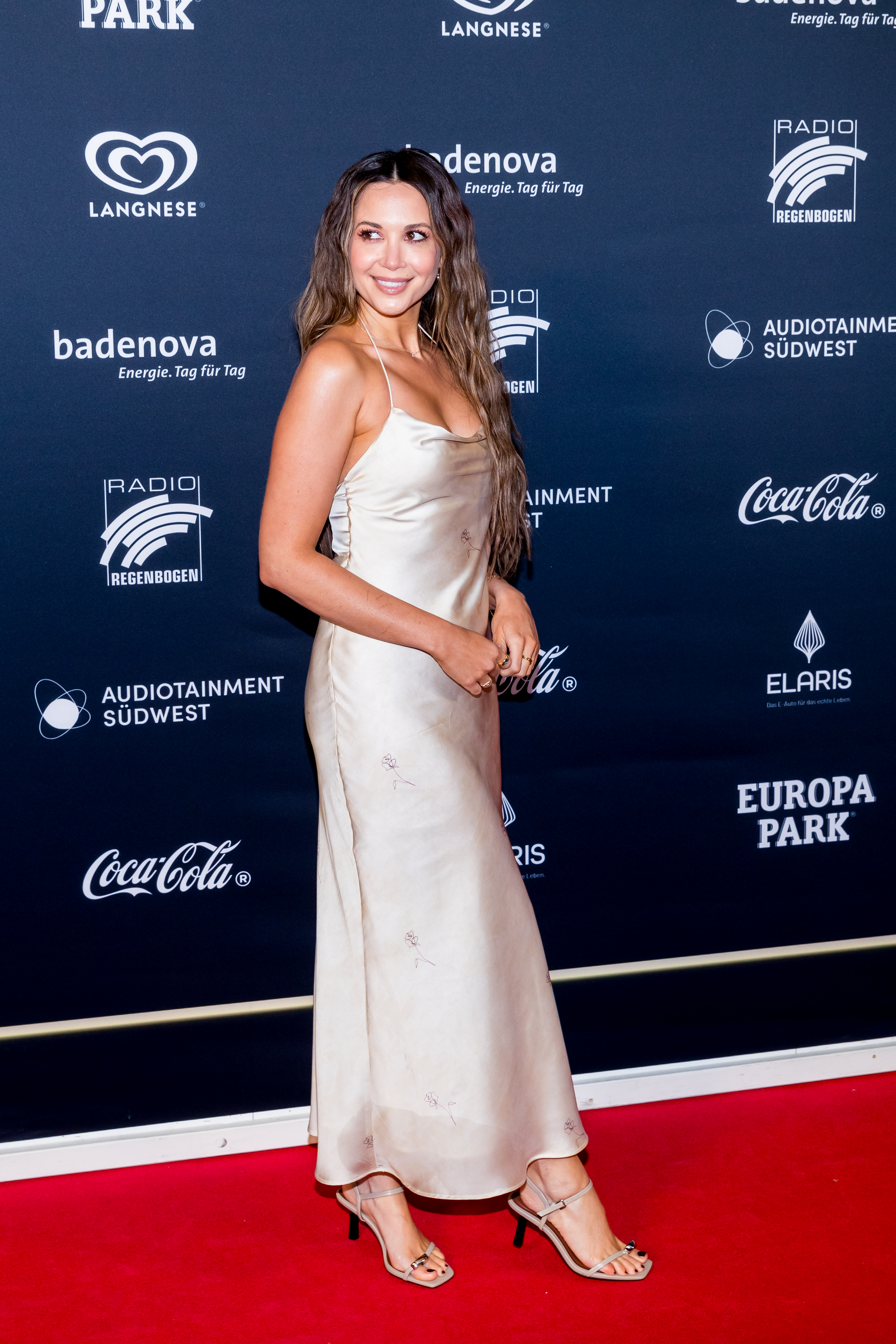
Mandy Capristo, 2024

Mandy Grace Capristo (* 21. März 1990 in Mannheim) ist eine deutsche Sängerin und Songwriterin. Sie wurde als Mitglied der 2006 im Rahmen der Castingshow Popstars zusammengestellten Girlgroup Monrose bekannt und arbeitet seit 2011 nach Auflösung der Gruppe als Solosängerin.

## Leben

### Kindheit und Privatleben
Capristo wurde 1990 in Mannheim geboren und wuchs im südhessischen Bürstadt im Landkreis Bergstraße auf. Ihre deutsche Mutter ist von Beruf Sekretärin und ihr Vater italienischer Herkunft ist Handelsvertreter. Capristo hat einen älteren Bruder. Sie nahm bereits im Alter von vier Jahren Turn-, Tanz- und Klavierunterricht und brach ihre Realschulausbildung zugunsten einer Gesangskarriere ab. Sie wurde christlich erzogen und singt seit ihrer Jugend Gospelmusik.
2008 war Capristo mit dem Rapper Kay One liiert. Von Anfang 2013 bis Oktober 2014 war sie mit dem Fußballer Mesut Özil liiert. Im November 2015 kamen Capristo und Özil kurzzeitig erneut zusammen.

### 2001–2005: Kiddy Contest
2001 wurde sie im Alter von elf Jahren von ihrem Musiklehrer für den Kiddy Contest in Österreich vorgeschlagen, den sie mit dem Lied Ich wünsche mir einen Bankomat, einer Coverversion von Daylight in Your Eyes, gewann. Der Song erschien auf der Kompilation Kiddy Contest, Vol. 7. Danach trat sie bei Shows wie Tabaluga tivi oder 1, 2 oder 3 auf und nahm 2002 den Song Moskito für ein weiteres Kiddy-Contest-Album auf. Dieses belegte Platz 1 der Hitparade in Österreich. Danach war sie unter anderem in der ORF-Kinderserie Glubschauge zu sehen. 2003 bewarb sich Capristo mit dem Lied Hero von Mariah Carey beim offenen Casting zur Sendung Star Search, wo sie es jedoch nicht in die Live-Shows schaffte.

### 2006–2010: Monrose

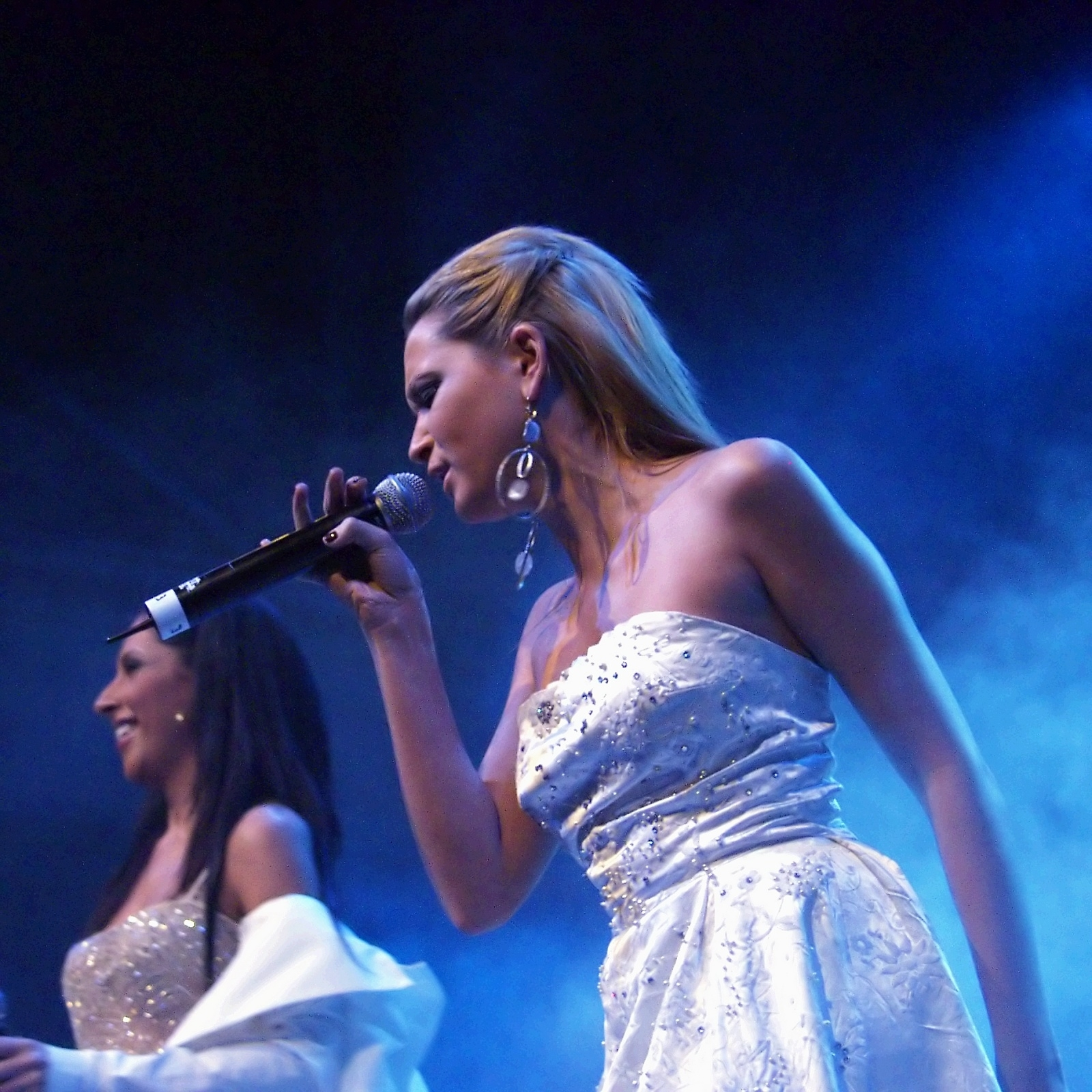
Capristo bei einem Auftritt mit Monrose 2007

Capristo bewarb sich im Alter von 16 Jahren für die Castingsendung Popstars – Neue Engel braucht das Land. Schließlich wurde sie im Finale Ende November 2006 durch eine telefonische Abstimmung neben Bahar Kızıl und Senna Guemmour in die Band Monrose gewählt, die sieben Top-Ten-Hits in den deutschen Charts hatten und insgesamt vier Studioalben veröffentlichten, die sich alle innerhalb der Deutschen Top 10 platzieren konnten. Im November 2010 gab die Band ihre Trennung bekannt.
2007 wählten die Leser der deutschen Ausgabe des Männermagazins FHM Capristo auf Platz 10 der Kategorie 100 Sexiest Women in the World, woraufhin sie auf dem Titelblatt der August-Ausgabe der Zeitschrift zu sehen war. Dieser Erfolg brachte ihr die ersten Aufträge als Model ein; die Agentur Louisa Models nahm sie unter Vertrag. 2009 wurde sie bei einer erneuten Leserabstimmung auf Platz eins der 100 Sexiest Women in the World gewählt. Zudem zierte sie erneut in der Juni-Ausgabe 2010 das Cover des deutschen Männermagazines FHM und posierte im gleichnamigen Kalender.

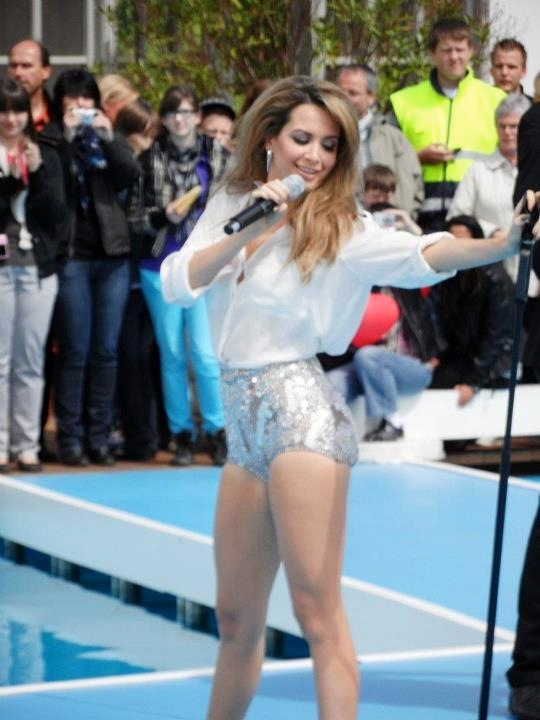
Mandy Capristo (2012)

### Seit 2011: Solokarriere
Als sich die Band Monrose im Frühjahr 2011 auflöste, gab Capristo bekannt, sich in Zukunft Soloprojekten zu widmen. So war sie das Gesicht der Kosmetikmarke BeYu und präsentierte auf einer Messe die Songs Overrated und Be You von ihrem geplanten Soloalbum. In Kooperation mit Peter Maffay entstand das Lied Die Zeit hält nur in Träumen an aus dem Musical Tabaluga und die Zeichen der Zeit. Im Oktober 2011 hatte sie einen Auftritt mit Maffay bei Wetten, dass..?, von Oktober bis Dezember 2012 trat sie mit Sissi Perlinger, Heinz Hoenig, Rufus Beck und Maffay bei der Tabaluga-Tour auf. 2011 synchronisierte Capristo die Figur der Pamela Hamster in der Disney-Produktion Der Fisch-Club.
Capristo moderierte neben Collien Ulmen-Fernandes und Bela Klentze The Dome 61 und sang in der Show anlässlich des Todes von Whitney Houston den Song One Moment in Time. Diese Version ist auf der gleichnamigen The-Dome-Compilation enthalten. Außerdem nahm sie 2012 zusammen mit Profitänzer Stefano Terrazzino an der Tanzsendung Let’s Dance teil, wo sie den 7. Platz belegte.
Im April 2012 wurde Capristos erste Solo-Single The Way I Like It veröffentlicht. Der Song ist Teil des Soundtracks zum Kinofilm Türkisch für Anfänger. Der Titel konnte sich in Deutschland, Österreich und der Schweiz in den Charts platzieren. Capristos erstes Soloalbum mit dem Titel Grace erschien ebenfalls im April bei EMI Music. Das Album debütierte auf Platz acht der deutschen Charts und wurde auch im Vereinigten Königreich veröffentlicht.
Im August 2012 erschien die zweite Singleauskopplung des Albums, Closer, und im September 2012 synchronisierte Capristo die Frostfee aus dem Kinofilm Das Geheimnis der Feenflügel. Ebenfalls im September 2012 ging Capristo auf Tournee in Deutschland, Österreich und der Schweiz. 2013 wurde sie beim Echo als „Beste Künstlerin Pop/Rock National“ nominiert. Sie war Teil der Jury der 12. Staffel der Castingshow Deutschland sucht den Superstar, die von Januar bis Mai 2015 ausgestrahlt wurde.
Im März 2016 veröffentlichte sie in Eigenregie über Spinnup unter dem Namen Grace Capristo die Single One Woman Army. Im Oktober 2016 erschien das Lied Ricorderai l’Amore (Remember the Love) in Zusammenarbeit mit dem italienischen Sänger Marco Mengoni. Im Dezember 2016 trat Capristo in der Helene Fischer Show auf und im Oktober 2017 nahm sie an der Musikshow Xaviers Wunschkonzert Live teil.
Im Herbst 2018 spielte sie als Gaststar für zwanzig Vorstellungen die Rolle der Prinzessin Jasmin im Musical Aladdin. Anfang Oktober 2018 legte sie ihren Künstlernamen Grace wieder ab und veröffentlichte zusammen mit Larsito das Lied Si es Amor. Im Februar 2020 war Capristo in der ARD-Telenovela Sturm der Liebe in einer Gastrolle zu sehen. Im September 2020 erschien ihre deutschsprachige Single 13 Schritte. Ende 2020 nahm Capristo an der Sat.1-Gesangsshow Pretty in Plüsch teil und erreichte als Singstimme der Puppe Didi Rakete den vierten Platz. Im Mai 2021 nahm Capristo für Italien mit 13 Schritte am Free European Song Contest teil und landete mit 41 Punkten auf dem elften Platz. Von November bis Dezember 2024 nahm sie als Qualle an The Masked Singer teil und erreichte im Finale den dritten Platz.

## Musik und Gesang
Capristo veröffentlicht Songs in englischer Sprache, lediglich für das Tabaluga-Projekt und den Kinofilm Rapunzel – Neu verföhnt nahm Capristo bisher Stücke in deutscher Sprache auf. Außerdem sang sie den Song Grace für das gleichnamige Album in Italienisch ein, obwohl sie kein Italienisch spricht. Hinzu kommt eine komplette Produktion ihrer Lieder in Akustikfassungen. Außerdem ergänzte sie: „Mir ist ganz wichtig, dass ich bei meinen Projekten Mitspracherecht habe, wenn ich nicht sogar komplett entscheide.“ Ihre Lieder beinhalten persönliche und private Themen. Diese verarbeitete sie in Songs wie Grace, welches laut Capristo von persönlichen Erfahrungen und denen ihrer Freunde und Familie stammt.

### Einflüsse
Capristo bezeichnet Beyoncé als ihren größten musikalischen Einfluss und ihr Idol. Deshalb sang sie als Hommage If I Were a Boy bei der Verleihung des Musikpreises Comet. Außerdem nannte sie Whitney Houston als weiteren Einfluss, ihretwegen habe sie zu singen begonnen. Weiter sagt sie: „Destiny’s Child haben mich mein Leben lang begleitet, und damit habe ich meine ersten Schritte in die Musik gemacht. Genauso gerne höre ich aber auch India.Arie und Sade Adu. Daraus sind Songs wie It Don’t Matter entstanden, die einfach ein bisschen ruhiger und tiefgründiger sind.“ Mit diesen Künstlern könne sich Capristo eine Zusammenarbeit vorstellen. Weitere musikalische Einflüsse seien Rihanna und Nicole Scherzinger.

## Soziales Engagement
2007 trat Capristo mit Monrose bei Schau nicht weg! auf, einem Konzert, das sich gegen Gewalt wendet. Es war eine Kampagne der Zeitschrift Bravo, die Jugendliche veranlassen sollte, sich mit Themen wie sozialen Brennpunkten, Gewaltkonflikten oder Mobbing auseinanderzusetzen. 2008 war Capristo Botschafterin der „Bundesstiftung Kinderhospiz“ und unterstützte das Klimaschutzprogramm Klimamode als Jurypräsidentin. Hierfür wurden Modedesigner gesucht, die Kleidung ausschließlich mit klimafreundlichen und nachhaltigen Materialien herstellen. Außerdem engagiert Capristo sich seit 2011 im Rahmen von Aktion Deutschland Hilft für Opfer von Hungerkatastrophen in Ostafrika und rief in diesem Zusammenhang zu einer Spendenaktion auf. Anfang 2013 trat Capristo im Rahmen der Ronald McDonald Kinderhilfe in Österreich auf.
Seit 2017 unterstützt Capristo die Aktion bunt statt blau der DAK-Gesundheit, einen der Alkoholprävention bei Kindern und Jugendlichen dienenden Plakatwettbewerb.

## Werbetätigkeiten und Fotoshootings
2007 unterschrieb sie zusammen mit Monrose einen Werbevertrag für die Rasierermarke Gilette. Im selben Jahr modelte sie für die Modemarke Ed Hardy. 2009 modelte sie für den Otto-Katalog und erschien auf dem Cover. 2012 und 2013 modelte sie für mehrere Magazine. Des Weiteren macht sie Werbung für verschiedene Firmen wie beispielsweise Mercedes und L’Oréal.

## Diskografie

### Solokarriere
Studioalben

| Jahr | Titel Musiklabel            | Höchstplatzierung, Gesamtwochen, AuszeichnungChartplatzierungen (Jahr, Titel, Musiklabel, Platzierungen, Wochen, Auszeichnungen, Anmerkungen) | Höchstplatzierung, Gesamtwochen, AuszeichnungChartplatzierungen (Jahr, Titel, Musiklabel, Platzierungen, Wochen, Auszeichnungen, Anmerkungen) | Höchstplatzierung, Gesamtwochen, AuszeichnungChartplatzierungen (Jahr, Titel, Musiklabel, Platzierungen, Wochen, Auszeichnungen, Anmerkungen) | Anmerkungen                          |
| Jahr | Titel Musiklabel            | DE | AT | CH | Anmerkungen                          |
| ---- | --------------------------- | --- | --- | --- | ------------------------------------ |
| 2012 | Grace Starwatch Music (EMI) | DE8 (5 Wo.)DE | AT28 (3 Wo.)AT | CH21 (7 Wo.)CH | Erstveröffentlichung: 27. April 2012 |

## Filmografie

### Filme
- 2012: Das Geheimnis der Feenflügel (als Synchronsprecherin)

### Fernsehen
- 2011: Der Fisch-Club (als Synchronsprecherin)
- 2012: The Dome 61 (als Fernsehmoderatorin)
- 2012: Let’s Dance (als Mitwirkende)
- 2015: Deutschland sucht den Superstar (als Jurorin)
- 2020: Sturm der Liebe (Gastrolle)
- 2024: The Masked Singer (als Mitwirkende)

## Tourneen

### Musik
- 2012: The Graceful Acoustic Tour

### Musicals
- 2012: Tabaluga Tour
- 2018: Aladdin Musical (Disney)

## Auszeichnungen
Nickelodeon Kids’ Choice Awards
- 2015: Lieblingsstar (für Deutschland, Österreich und Schweiz)[52]

Madonna Leading Ladies Awards
- 2015: Entertainment[53]

InTouch Magazine Awards
- 2016: Idols & Icon Awards - Sängerin National[54]